# 林燕玲
林燕玲（英語：Ruby Lam Yin Ling，1978年5月5日—），香港新聞從業員，前渣打銀行股票衍生及中介銷售部窩輪銷售副董事，前麗新集團傳訊事務副總裁，現為鳳凰衛視香港台新聞主播及節目主持。

## 工作經歷
林燕玲曾就讀聖安當女書院及高雷中學，後入讀香港科技大學生物化學系，與電視女演員胡杏兒是同學，但對方只讀了一年。林燕玲2002年畢業於該系，畢業後曾經任職於公關顧問公司及港龍航空機艙服務員，2003年中加入銀河衛視新聞頻道（即今無綫收費電視無綫新聞台），接受訓練半年後擔任新聞主播，再於年中調到無綫電視（TVB）翡翠台。除了主播，林燕玲亦有出外採訪，主要負責醫療和教育新聞。
林燕玲於2005年8月6至7日兩天報道無綫電視翡翠台六點半新聞報道，其拍檔為邱文華。其後轉投now財經台。2007年10月24日，now新聞台啟播，林燕玲擔任這兩條now寬頻電視製作的新聞頻道之高級主播。其後，林燕玲獲得晉升為首席主播，除了日常主播職務之外，亦為now財經台有份贊助的公開論壇擔任司儀。
2011年2月9日，now 101台啟播，now寬頻電視對新聞部進一步開刀，因為薪酬連續三年無調整，加上接替羅燦出任新聞部首席副總裁的高層張志剛和前華星監製江港生的「高壓管治」所影響下，林燕玲遞交辭職信，同年3月18日離開now寬頻電視，同晚《港股今日睇》為林燕玲最後一次在now財經台主持節目。
2011年3月21日起，林燕玲出任渣打銀行股票衍生及中介銷售部窩輪銷售副董事，並於同年11月7日於亞視新聞的金融快訊（12:00一節）以「渣打銀行認股證銷售副董事」身分出現。
2022年開始，鳳凰衛視新聞部大改版，林燕玲正式加入鳳凰衛視香港台擔任新聞主播，主持《全球新聞報道》，相隔11年重返新聞從業員。

## 暱稱由來
林燕玲初當主播時額前有一撮頭髮像小飛俠阿童木般，被同事起了「小飛俠」之花名。林燕玲與趙海珠同為非新聞系出身主播，當時迅速晉升為《新聞提要》和《六點半新聞報道》主播而被受關注，引起輿論小風波。

## 渣打裁員
2015年10月26日，渣打銀行結束衍生工具部，林燕玲亦遭裁員。2015年12月7日加入林建岳旗下的麗新集團任傳訊部副總裁。

## 節目主持
- 2020年7月27日:Viu TV 《智富通- 女主播至好傾》

## 電影
- 2023年：《暗殺風暴》飾演 新聞主播（友情演出）
- 2025年：《拼命三郎》飾演 新聞主播（友情演出及聲演）

## 感情生活
2009年7月15日，林燕玲被指與有婦之夫、曾經參加過去年立法會會計界工能組別選舉的龔耀輝偷情，因為事件惹來極大爭議，傳媒將其稱為「爆房玲」，當時電視台將林燕玲暫調外電組擔任編輯。
2017年11月18日，林燕玲與拍拖一年多的金融男友葉浩文結婚，林在社交網絡上載穿婚紗相片並留言：「我們結婚了！從今天起將展開我們人生的新一頁」。其丈夫葉浩文據稱於基金公司任職高級副總裁，在澳洲取得生物化學博士學位。
2019年12月24日，林燕玲在社交網站宣佈懷孕六個月，兒子於2020年4月1日出世。

## 外部連結
- 林燕玲的個人網站
- 林燕玲的Facebook專頁
- 林燕玲的新浪微博
- 林燕玲的Instagram帳戶